# リシノール酸
リシノール酸（リシノールさん、ricinoleic acid）は、ω-9型の不飽和脂肪酸で、天然ではトウゴマの種子に存在する。ひまし油の構成脂肪酸の約90%はリシノール酸のトリグリセリドである。工業的にはひまし油の加水分解または鹸化によって作られている。
セバシン酸の原料でもありアルカリによる開裂によりセバシン酸と2-オクタノールに分かれる。
鎮痛剤や抗炎症剤としての効果があり、薬としても用いられる。